# 14543 Садзіґавасуйсекі
14543 Садзіґавасуйсекі (14543 Sajigawasuiseki) — астероїд головного поясу, відкритий 28 вересня 1997 року.
Тіссеранів параметр щодо Юпітера — 3,182.
Названо на честь Садзіґавасуйсекі (яп. さじがわすいせき(佐冶川水石) садзіґавасуйсекі).